# Surda (Ramallah)
Surda – wieś w Palestynie, w muhafazie Ramallah i Al-Bira. Według danych Palestyńskiego Centralnego Biura Statystycznego w 2016 roku miejscowość liczyła 1319 mieszkańców.